# Vampire: The Eternal Struggle

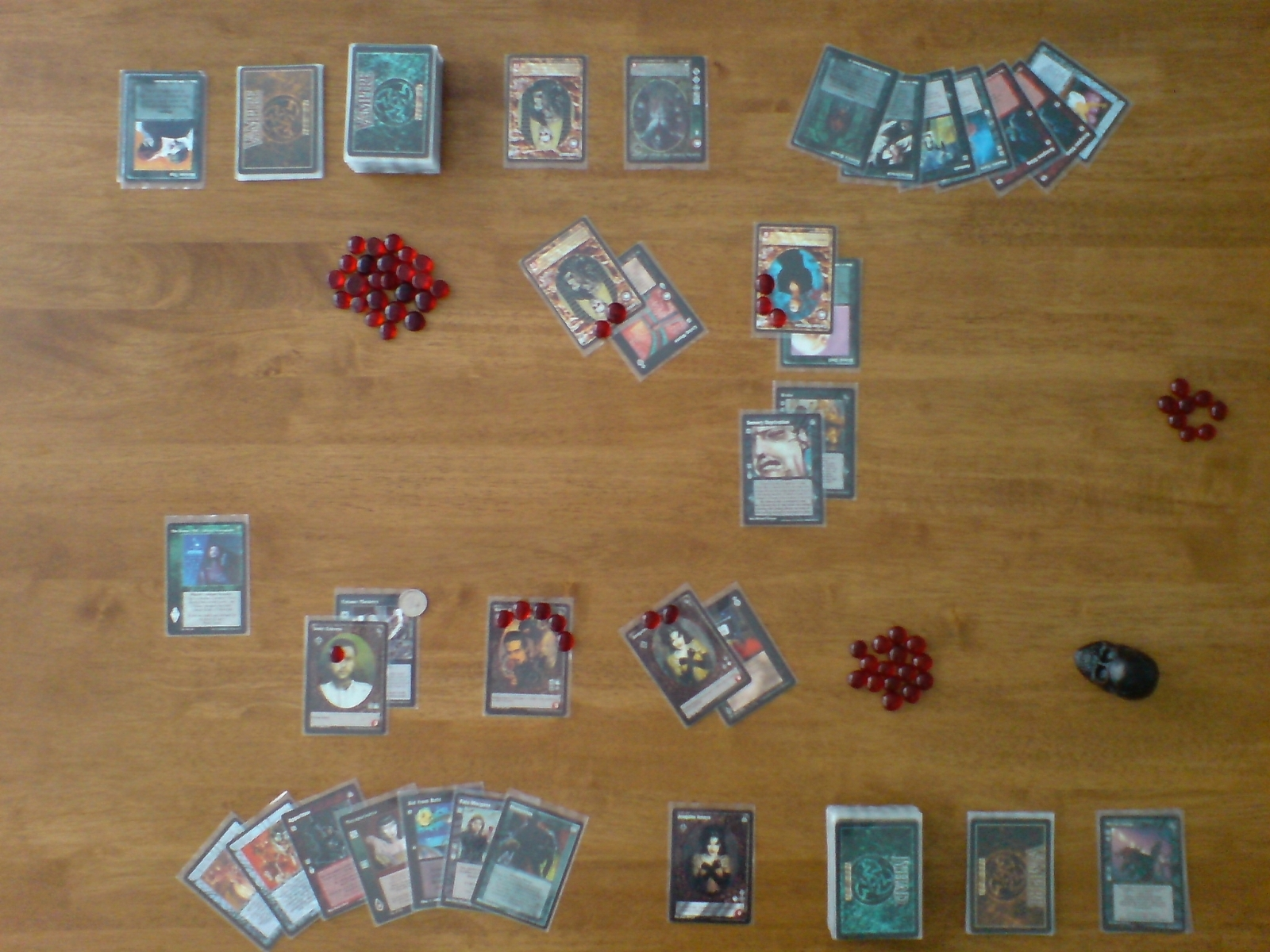
Um jogo em andamento para dois jogadores de Vampire: The Eternal Struggle, anteriormente chamado Jyhad. A configuração é uma situação fictícia entre dois decks (Ravnos e Tzimisce) após cerca de 4 rodadas de jogo. Observe que os jogos geralmente têm de 3 a 5 jogadores e que os dois fãs de 7 cartas nas fileiras superior e inferior normalmente não seriam abertamente visíveis.

Vampire: The Eternal Struggle é um  jogo de cartas colecionáveis baseado no RPG Vampiro: A Máscara publicado pela White Wolf, Inc.
O jogo foi projetado em 1994 pelo matemático e designer de jogos Richard Garfield e inicialmente publicado pela Wizards of the Coast com o nome de Jyhad.
Depois da expansão Sabbat, de 1996, a empresa abandonou sua publicação, e em 2000 a White Wolf assumiu o seu desenvolvimento. É atualmente um dos jogos de cartas colecionáveis mais antigos existentes no mercado. Ele é freqüentemente abreviado como VTES ou V:TES.
Em 2004, a revista americana Inquest Gamer escolheu VTES como o melhor jogo de cartas colecionáveis de todos os tempos para dois ou mais jogadores.
O jogo conta hoje com quatro torneios continentais: Norte-Americano, Sul-americano, Europeu e Australiano, além de vários torneios nacionais, incluindo o Brasileiro e o Português.

## Características Gerais
O jogo é baseado no Mundo das Trevas, sendo centrado no cenário de Vampiro: A Máscara. 
O cenário do jogo é um mundo igual à Terra, mas, habitado por criaturas sobrenaturais: (vampiros, lobisomens, magos, etc.).
A temática do jogo envolve o terror e o sobrenatural.
Como os eventos da Gehenna terminaram oficialmente com o Mundo das Trevas, o VTES é considerado um tipo de realidade alternativa, sendo atualmente, o seu único produto oficial ambientado no Mundo das Trevas.
Em Vampire, cada jogador assume o papel de um "Matusalém", um vampiro ancião manipulador, que tentará eliminar os demais anulando sua influência e poder. Para atingir este fim, os Matusaléns controlarão e manipularão vários servos (principalmente vampiros mais jovens) atacando e destruindo os recursos dos outros.
O jogo é disputado, preferencialmente, por um grupo de quatro ou cinco jogadores, podendo ser jogado por dois ou mais. 
Grupos de mais de seis jogadores não são aconselháveis, pois o turno de cada jogador pode levar vários minutos tornando o jogo lento para todos.

## Conteúdos do Jogo
Como em outros jogos de cartas colecionáveis, cada jogador monta seu baralho (deck). Cada baralho é construído com dois componentes:
A "cripta" que contém cartas que representam vampiros ou caçadores de vampiros que o jogador pode controlar durante o jogo.
A "biblioteca" que contém cartas que representam os recursos do matusalém durante o jogo.
Após serem utilizadas, as cartas vao para a "ash-heap" (algo como pilha de cinzas)
Como a White Wolf não publicou o jogo em português, Todos os termos do jogo são em inglês.
Cada jogador começa a partida com 30 (trinta) marcadores (pool) representam o poder e a influência do jogador, e que se forem reduzidos a zero, o eliminam do jogo.
A maioria das cartas na biblioteca só pode ser usada junto com vampiros. Para por as cartas da cripta em jogo, o jogador tem que pagar usando seus marcadores.
A cada rodada o jogador dirige seus servos para executarem ações e ataques que os servos dos outros jogadores podem tentar interceptar. Cada jogador tenta eliminar o adversário a sua esquerda na mesa, a sua "presa” (prey), do jogo enquanto se defende do jogador a sua direita, o seu "predador” (predator). Isto continua até que só reste um jogador na mesa.
Eliminando a presa do jogo o competidor recebe um ponto de vitória e mais seis marcadores, e aquele a eliminar a última pessoa da mesa recebe um ponto de vitória adicional.
Em jogos de torneio, e às vezes em jogos informais, o jogo pode terminar depois de duas horas, com cada jogador restante que recebem meio ponto de vitória além dos recebidos durante a partida. O jogador com o a maioria dos pontos de vitória ganha.

## Características Próprias
O que distingue VtES dos demais jogos de cartas colecionáveis é o forte elemento de jogo de grupo. Um jogador que tem sucesso em eliminar a presa recebe um reforço de marcadores, aumentando suas chances de "levar a mesa" - eliminar todos os outros jogadores. Assim há uma tendência dos jogadores ajudarem o mais fraco para frustrar o domínio dos jogadores mais fortes. Isto assegura que a maioria dos jogadores fique no jogo mais tempo, em vez de serem eliminados rapidamente pelos jogadores com as melhores cartas.
Estas condições criam um jogo onde os jogadores quase sempre estão interagindo com os outros a curto prazo e planejando suas metas a longo prazo em vez de simplesmente esperar pela sua vez de jogar. Vampire: The Eternal Struggle é um jogo de negociação, habilidade, e construção de decks.
Transações e alianças, para um momento específico ou para o jogo inteiro, geram uma grande partida. Um tipo próprio de cartas, as cartas políticas, é projetado pensando nisto. Quando uma votação é chamada, cada jogador dá votos, ou usando votos concedidos por cartas em jogo (normalmente por vampiros com um título) ou jogando cartas da mão.
Apesar das qualidades, o jogo é, relativamente, pouco jogado nos paises de língua portuguesa. 
Uma das principais complicações é o fato de não haver uma versão em língua portuguesa.

## O criador
Richard Garfield, designer do jogo, criou outros dois jogos famosos: Battletech e Magic, the Gathering. 

## Expansões
Como em outros jogos de cartas colecionáveis a empresa editora publica expansões com novas cartas, o que torna as possibilidades estratégicas potencialmente infinitas.
| Nome da Expansão                             | Tipo          | Símbolo                                  | Abreviatura | Data de Lançamento      | Total de cartas     | Novas cartas        | Distribuição de cartas por Boosters                           |
| Jyhad                                        | Base          | (Nenhum)                                 | Jyhad       | 16 de Agosto de 1994    | 437                 | 437                 | 11C, 4V, 3U, 1R                                               |
| Vampire: The Eternal Struggle                | Base          | (Nenhum)                                 | VTES        | 15 de Setembro de 1995  | 436                 | 6                   | 11C, 4V, 3U, 1R                                               |
| Dark Sovereigns                              | Expansão      | Vitral Gótico                            | DS          | 15 de Dezembro de 1995  | (173)               | 173                 | 8C, 4V, 3U                                                    |
| Ancient Hearts                               | Expansão      | Olho de Hórus                            | AH          | 29 de Maio de 1996      | (179)               | 179                 | 6C, 4V, 2U/R                                                  |
| Sabbat                                       | Expansão      | Sinete em forma de S                     | S           | 28 de Outubro de 1996   | (410)               | 340                 | 16C, 5V, 5U, 2R                                               |
| Sabbat War                                   | Base          | Empunhadura da Espada de Caim            | SW          | 31 de Outubro de 2000   | 437 (300)           | 77                  | 1ª Impressão: 5C, 3V, 2U, 1R Subseqüentemente: 4C, 3V, 3U, 1R |
| Final Nights                                 | Expansão      | Ankh quebrada                            | FN          | 11 de Junho de 2001     | 386 (162)           | 170                 | 7C, 3V, 1R                                                    |
| Bloodlines                                   | Expansão      | Sinete de Ankh de Cera                   | BL          | 3 de Dezembro de 2001   | (196)               | 196                 | 7C, 3V, 1R                                                    |
| Camarilla Edition                            | Base          | Ankh                                     | CE          | 19 de Agosto de 2002    | 547 (385)           | 115                 | 5C, 3V, 2U, 1R                                                |
| Anarchs                                      | Expansão      | Ankhs Combinados de CE/SW                | AN          | 19 de Maio de 2003      | 260 (132)           | 128                 | 7C, 3V, 1R                                                    |
| Black Hand                                   | Expansão      | Mão                                      | BH          | 17 de Novembro de 2003  | 286 (136)           | 145                 | 7C, 3V, 1R                                                    |
| Gehenna                                      | Expansão      | Relógio Personalizado                    | G           | 17 de Maio de 2004      | (150)               | 150                 | 7C, 3V, 1R                                                    |
| Tenth Anniversary                            | Especial      | 10º                                      | Tenth       | 13 de Dezembro de 2004  | 190                 | 10                  | --                                                            |
| Kindred Most Wanted                          | Expansão      | Pistola                                  | KMW         | 21 de Fevereiro de 2005 | 314 (150)           | 162                 | 7C, 3V, 1R                                                    |
| Legacies of Blood                            | Expansão      | Cajado Personalisado                     | LoB         | 14 de Novembro de 2005  | 461 (300)           | 236                 | 7C, 3V, 1R                                                    |
| Nights of Reckoning                          | Mini Expansão | Cruz Celta                               | NoR         | 10 de Fevereiro de 2006 | (60+5)              | 60                  | 6C, 3V, 1R +1 rule card                                       |
| Third Edition                                | Base          | Tri-snake                                | Third       | 4 de Setembro de 2006   | 537 (390)           | 160                 | 5C, 3V, 2U, 1R                                                |
| Sword of Caine                               | Mini Expansão | Três Espadas Crusadas                    | SoC         | 19 de Março de 2007     | (60)                | 60                  | 7C, 3V, 1R                                                    |
| Lords of the Night                           | Expansão      | Coroa                                    | LotN        | 26 de Setembro de 2007  | 295 (150)           | 175                 | 7C, 3V, 1R                                                    |
| Blood Shadowed Court                         | Special       | Ankh Prateado                            | BSC         | 16 de Abril de 2008     | 100                 | 0                   | --                                                            |
| Twilight Rebellion                           | Mini Expansão | Tri-snake Dentro de uma Estrela Vermelha | TR          | 28 de Maio de 2008      | (60)                | 60                  | 7C, 3V, 1R                                                    |
| Keepers of Tradition                         | Base          | Torre de Xadrez                          | KoT         | 19 de Novembro de 2008  | 457 (398)           | 176                 | 5C, 3V, 2U, 1R                                                |
| Ebony Kingdom                                | Mini Expansão | Cajado Personalisado                     | EK          | 27 de maio 2009         | (60)                | 60                  | 7C, 3V, 1R                                                    |
| Heirs to the Blood                           | Base          | Três gotas de sangue                     | HttB        | 3 de fevereiro de 2010  | Ainda não divulgado | Ainda não divulgado | Ainda não divulgado                                           |
| Limited Edition 100-card V:TES Anthology Set | Especial      | Ainda não divulgado                      | LE100       | 11 de maio 2017         | 100                 | Ainda não divulgado | Ainda não divulgado                                           |

O total inclui as cartas dos boosters e dos decks. Os números entre parênteses incluem as cartas dos boosters. As cartas novas incluem cards dos boosters e deks. As informações acima, na sua maioria são do guia de jogadores do site da White Wolf.

### Compra da White Wolf
Em outubro de 2015 a Paradox Interactive adquirida a White Wolf e o seu CEO Tobias Sjogren, informou que a empresa pretende voltar a desenvolver ativamente os card games, explicou citando um interesse crescente pelo jogo Vampire: The Eternal Struggle.

## Personalidades retratadas nas cartas
A White Wolf já homenageou várias pessoas publicando cartas com suas imagens. A seguir uma relação de cartas e seus respectivos modelos:
Adonai - Jeffrey (Lasombra) Thompson, jogador que venceu um draft tournament de Sabbat em uma  DragonCon em Atlanta.
Amenophobis - Carl Pilhatsch, ex-diretor da Associação mundial de jogadores de VtES (V:EKN)
Anson - Anson Maddocks, desenhista de várias cartas de VtES e de outros jogos de cartas.
Camille Devereux - Stephanie Seymour, modelo da grife de lingerie Victoria's Secret.
Carmine Giovanni - Christian Chenard, campeão do Torneio Continental Norte-Americano de 2004.
Egottha - Steve Coombs, ganhador de um torneio realizado na DragonCon in Atlanta, Georgia.
Emerson Wilkershire III - Andreas Nusser, funcionário da White Wolf que trabalha com traduções na central da empresa em Atlanta, Geórgia.
Enzo Giovanni - Shawn F. Carnes, o designer da expansão Dark Sovereigns.
Gharston Roland - Stefan Ferenci, vencedor do Torneio Continental Europeu de 2003.
Jeremy McNeil (advanced) - RK Post desenhou seu auto-retrato nesta carta.
Leon - Jason Carl, Diretor de Política da DCI para a Wizards of the Coast.
Lord Ashton -Matt (Greyseer) Barnett recebeu a ilustração desta carta como um tributo
Nik - Dan Smith desenhou seu auto-retrato nesta carta. Dan também trabalho como designer de cartas.
Xaviar - Steve Wieck, gerente de cards da White Wolf.